# 昭和井路
昭和井路（しょうわいろ）は大分県の大野川中流域から大分市東部へ至る農工業用水路である。大野川両岸を下る2本の主要幹線と周辺各地への支線によって構成される。

## 概要
大野川河口より約30km余り上流（豊後大野市三重町百枝地点）に洪水制御の目的で設置された固定堰から取水した県営大野川水力発電所の発電用サージタンクを水源として、大分市上戸次利光で分水し、大野川東岸に第一幹線、西岸に第二幹線のそれぞれから分岐した支線によって構成される。
- 第一幹線
  - 細支線
  - 上野支線
  - 木田支線
  - 城原支線
  - 角子原支線
  - 岡支線
- 第二幹線
  - 葛木支線
  - 種迫支線
  - 大谷支線
  - 松岡支線
  - 楠木生支線
  - 備後支線
  - 川床支線

### 水利使用状況（2017年6月5日時点）
- 河川名：一級河川大野川水系大野川
- 水利使用者名：昭和井路土地改良区
- 取水量：5287㎥/s
- 灌漑面積：1463.35ha

## 経緯

### 開削以前の状況
大野川は大分県で最大の流域面積を持つ一級河川だが、下流域は勾配が緩やかで水位が耕作地よりも低いため、上・中流域にまで遡って取水する必要があった。そのため、開墾に適した原野がありながら水利は小規模な溜池や井戸から跳ね釣瓶を使った給水しかなく、耕作面積の拡大が困難な状況であった。

### 起工までの経緯
1914年（大正3年）北海部郡の郡長により「大正井路開削事業」として補水開田計画が発起されるも、1918年6月、計画書の完成前に九州水力電気株式会社へ水利権の使用許可が下りてしまい頓挫してしまう。
1924-1926年（大正13-15年）に西日本一帯は大規模な旱魃に見舞われ、元々水利の悪かった大野川下流域は「収穫皆無」と記録される被害を受ける。灌漑用水開削への機運が再び高まり、地元町村による農林省への陳情と共に、1927年（昭和2年）大分県は救済策のための調査を実施した。この時、飛行機上実施した空からの調査は「日本土木事業初の飛行機上での調査」と称された。
1928年（昭和3年）8月1日には大野川両岸の関係町村により「昭和井路耕地整理組合」設立認可の申請が出されるなど地元自治体による活動は続くが、計画区域は地元財源による計画の実現は困難なほど広範囲となっており、1932年（昭和7年）に大分県は農林省へ国家事業化に向けた意見書を提出した。翌1933年（昭和8年）には貴衆両院議長へ早期実現への陳情書を提出し、ようやく国と大分県の合同調査にまで漕ぎ着ける。
1938年（昭和13年）4月に農林省耕地課長が調査のため来県し、翌1939年の第75回帝国議会にて昭和井路開削の国営事業化が認められ、総事業費262万2千円のうち122万1千円を国営事業、残りを県営事業とし、1940年（昭和15年）からの5カ年計画として実施することになった。

### 竣工
1942年（昭和17年）1月に昭和井路開削国営事務所が開設され、同年10月の起工式により着手されたものの、戦時中の資材不足等により中断し、1946年（昭和21年）には国営としての事業が打ち切りとなり、翌1947年（昭和22年）から大分県が国の代行事業として実施することになった。
1953年（昭和28年）に主要幹線と一部支線が通水したのを皮切りに通水区間が延伸し、1958年（昭和33年）3月完成した。

## 年表
- 1914年（大正3年） - 北海部郡により「大正井路」の開削による2000町歩（約2000ha）の開墾計画書が提出されるが、水利権を得られず中断。
- 1926年（大正15年） - 西日本一帯の大旱魃により、竹中村,判田村,松岡村,明治村の一帯が「収穫皆無」となるなど大分市東部一帯も大きな被害を受ける[2]。
- 1927年（昭和2年） - 大正15年旱魃の被害を受けた村からの陳情により大分県耕地課は日本土木事業史上初めて飛行機上での調査を実施[8]。
- 1928年（昭和3年）8月1日 - 大野川両岸の関係町村により「昭和井路耕地整理組合」の設立許可を申請[8][6]。
- 1932年（昭和7年）1月 - 大分県会は昭和井路の計画区域が大野郡,大分郡,北海部郡の3郡18カ町村の広範囲に及ぶことから地方財源では実行不可能と判断し、農林省へ国営事業化への意見書を提出[5][8]。
- 1933年（昭和8年）11月 - 貴族院・衆議院両院議長へ早期着工の請願書を提出[8]。
- 1934年（昭和9年）4月 - 国と大分県が1938年までの5カ年計画で合同調査[2][8]。
- 1935年（昭和10年）12月 - 大分県が農林省へ国家事業化を促進[8]。
- 1938年（昭和13年） - 大分郡,北海部郡の2郡10カ町村により「昭和井路国営期成会」が組織される[5]。
- 1938年（昭和13年）4月 - 農林省耕地課長が調査のため来県[5]。
- 1939年（昭和14年） - 昭和井路開削事業が第75回帝国議会により国営事業として認められる[5]。
- 1942年（昭和17年）1月10日 - 昭和井路開削国営事務所開設[12]。
- 1942年（昭和17年）10月14日 - 大分郡鶴崎町大神宮（現：鶴崎大神宮）にて起工式を挙行[5]。
- 1945年（昭和20年） - 戦時中の資材不足等により工事中断。
- 1953年（昭和28年）7月24日 - 第1幹線と一部支線の通水成功。
- 1954年（昭和29年）7月20日 - 大在村までの約17km区間まで通水成功。
- 1955年（昭和30年）7月11日 - 第2幹線の通水成功。
- 1958年（昭和33年）3月 - 昭和井路建設工事が終了。
- 1958年（昭和33年）11月24日 - 大分県立大分鶴崎高等学校体育館にて竣工式。

## 施行結果（完成時点）
- 期間：16年
- 労力：延べ96万3600人
- 総事業費：7億9885万413円（うち国費：7億1166万4316円、県費：4359万3049円、地元負担：4359万3049円[注釈 1]）[13]
- 総延長：80.5893km
- 開墾：古田1113haの灌漑、新田825ha
- 増産：米3960t、麦1092t
- 労力：跳ね釣瓶等による原始的揚水労力3万2千人分を削減
- 耐旱：1953年（昭和33年）の旱魃を克服